# Gusztáv Juhász
Gusztáv Juhász (ur. 19 grudnia 1911 w Timișoarze, zm. 20 stycznia 2003 w Nowym Jorku) – rumuński piłkarz oraz trener, o pochodzeniu węgierskim, grywał na pozycji pomocnika. Uczestnik mistrzostw świata z 1934 roku.

## Reprezentacja narodowa
W roku 1934 został powołany przez ówczesnych trenerów - Josefa Uridila i Costela Rădulescu na mistrzostwa świata 1934, które odbywały się we Włoszech.

## Tytuły mistrzowskie
- Liga I
  - 1933–34
  - 1934–35
  - 1939–40
- Puchar Rumunii
  - Finalista w 1940
- Nemzeti Bajnokság I
  - 1942–43
  - 1943–44